# Cygnus CRS OA-9E
Cygnus CRS OA-9E (inna nazwa Orbital Sciences CRS Flight 9E) –  misja statku transportowego Cygnus, prowadzona przez prywatną firmę Orbital ATK na zlecenie amerykańskiej agencji kosmicznej NASA w ramach programu Commercial Resupply Services w celu zaopatrzenia Międzynarodowej Stacji Kosmicznej.

## Ładunek
Na pokładzie Cygnusa znalazło się 3350 kg ładunku: 1191 kg sprzętu do amerykańskiej części ISS (w tym 1020 kg eksperymentów naukowych), 800 kg paliwa, 132 kg sprzętu do spacerów kosmicznych, 100 kg wyposażenia komputerowego, 811 kg zaopatrzenia dla załogi, 13 kg sprzętu do rosyjskiego segmentu stacji oraz inne zaopatrzenie. Oprócz ładunków naukowych na stację poleciało także 15 nanosatelitów standardu CubeSat. Kilka z nich zostanie wypuszczona z wnętrza kompleksu, a pozostała część po odłączeniu statku przez automatyczny mechanizm na Cygnusie.